# Quinquatrus
Quinquatrus, též Quinquatria, byla ve starověkém římském náboženství březnová slavnost k poctě Minervy a Marta. Původně se jednalo o Martův svátek konaný 19. března, tedy pátý (quinqu) den po březnových idách. Účelem slavnosti bylo očištění zbraní před počátkem válečné sezóny a byla doprovázena tancem saliů. Později byl svátek více spojován s Minervou, protože v tento den byl jí zasvěcen chrám na Aventinu. V roce 168 př. n. l. se tato událost podle mylného výkladu jména prodloužila na pět dní. Svátek byl znám jako artificium dies, tedy dny těch co jsou pod Minervinou ochranou, což zahrnovalo umělce, lékaře, řemeslníky, ale také mládež a žáky. Učitelé v těchto dnech dostávali zvláštní odměnu zvanou minerval. První den se obětovalo, další dny byly věnovány hrám, především gladiátorským zápasům. Poslední den, zvaný tubilustrium, se obětovalo Martovi a Nerio.
Quinquatrus, s přívlastkem minores „menší“, se konal také od 13. a 15. června a byl to svátek pištců. Tito hudebníci měli své významné místo jako součást obětí, her i pohřbů a v tyto dny obcházeli městem oblečeni v dlouhé roucho, tropili různé šprýmy k poctě své patronky Minervy a účastnili se hostiny v Jupiterově chrámu na Kapitolu. V roce 311 př. n. l. jim údajně bylo právo účastnit se hostiny odepřeno a oni tak Řím raději opustili ve prospěch města Tiburu. To znemožnilo Římanům konat náboženské obřady a pištci, kteří se na žádost senátu vrátili, po svém návratu slavili tři dny.